# Luchthaven Gdańsk Lech Wałęsa
Luchthaven Gdańsk Lech Wałęsa (Pools: Port lotniczy Gdańsk im. Lecha Wałęsy ) is een luchthaven bij de Poolse stad Gdańsk. De IATA-code is GDN, de ICAO-code EPGD. De luchthaven is genoemd naar de voormalige president Lech Wałęsa.
Het vliegveld ligt op 10 km afstand van Gdańsk, 10 km van Sopot en 23 km van Gdynia. Het werd in 1974 geopend om het oude vliegveld in Gdańsk Wrzeszcz te vervangen. Het vliegveld opereert als een particulier bedrijf sinds 1993. In 1997 werd een nieuwe terminal geopend. Er is 1 landingsbaan met een lengte van 2800 meter. In 2006 maakten 1,25 miljoen passagiers gebruik van de luchthaven.
Het vliegveld is met drie buslijnen verbonden met de nabijgelegen steden.